# بطولة العالم للشطرنج 1948

الاتحاد الدولي للشطرنج تولى مسؤولية تنظيم بطولة العالم للشطرنج.

بطولة العالم للشطرنج 1948 هي البطولة السابعة عشر الرسمية في الشطرنج وأولى البطولات التي ينظمها الاتحاد الدولي للشطرنج، تم تنظيمها لتحديد بطل العالم الذي سيخلف ألكسندر أليخين الذي توفي في 1946، تنافس فيها أقوى خمس لاعبين آنذاك وهم ميخائيل بوتفنيك، فاسيلي سميسلوف، صموئيل ريشفسكي، بول كيريس وماكس إيوي. نظمت البطولة من 2 أفريل حتى 16 ماي 1948 في لاهاي ثم موسكو 
تمكن بوتفنيك من الفوز بالبطولة برصيد 14 نقطة وفارق ثلاث نقاط عن الوصيف سميسلوف ليتوج بذلك سادس بطل للعالم في الشطرنج أول بطل يفوز باللقب في نسخته الجديدة في اطار الاتحاد الدولي للشطرنج.

## معرض صور

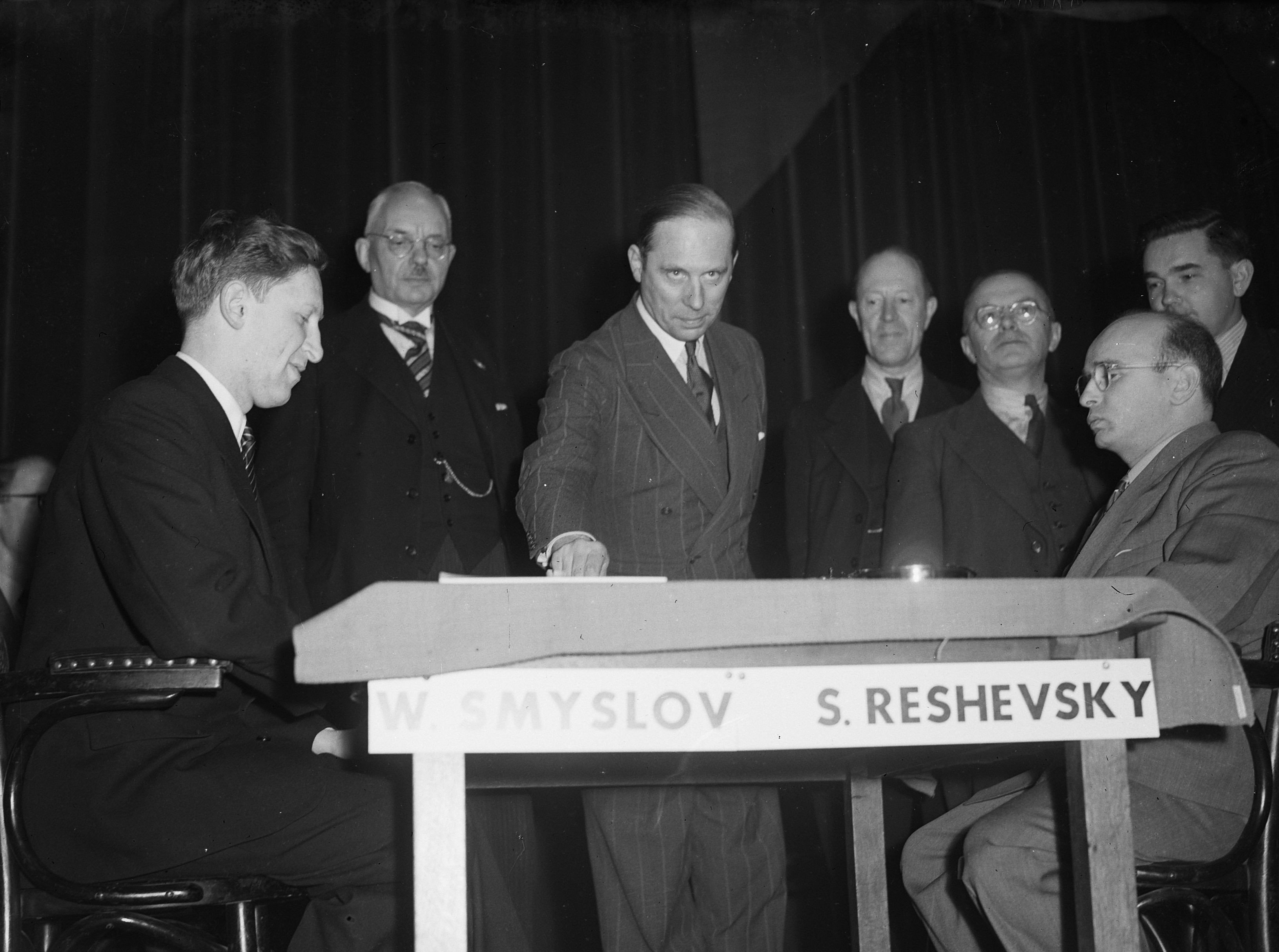
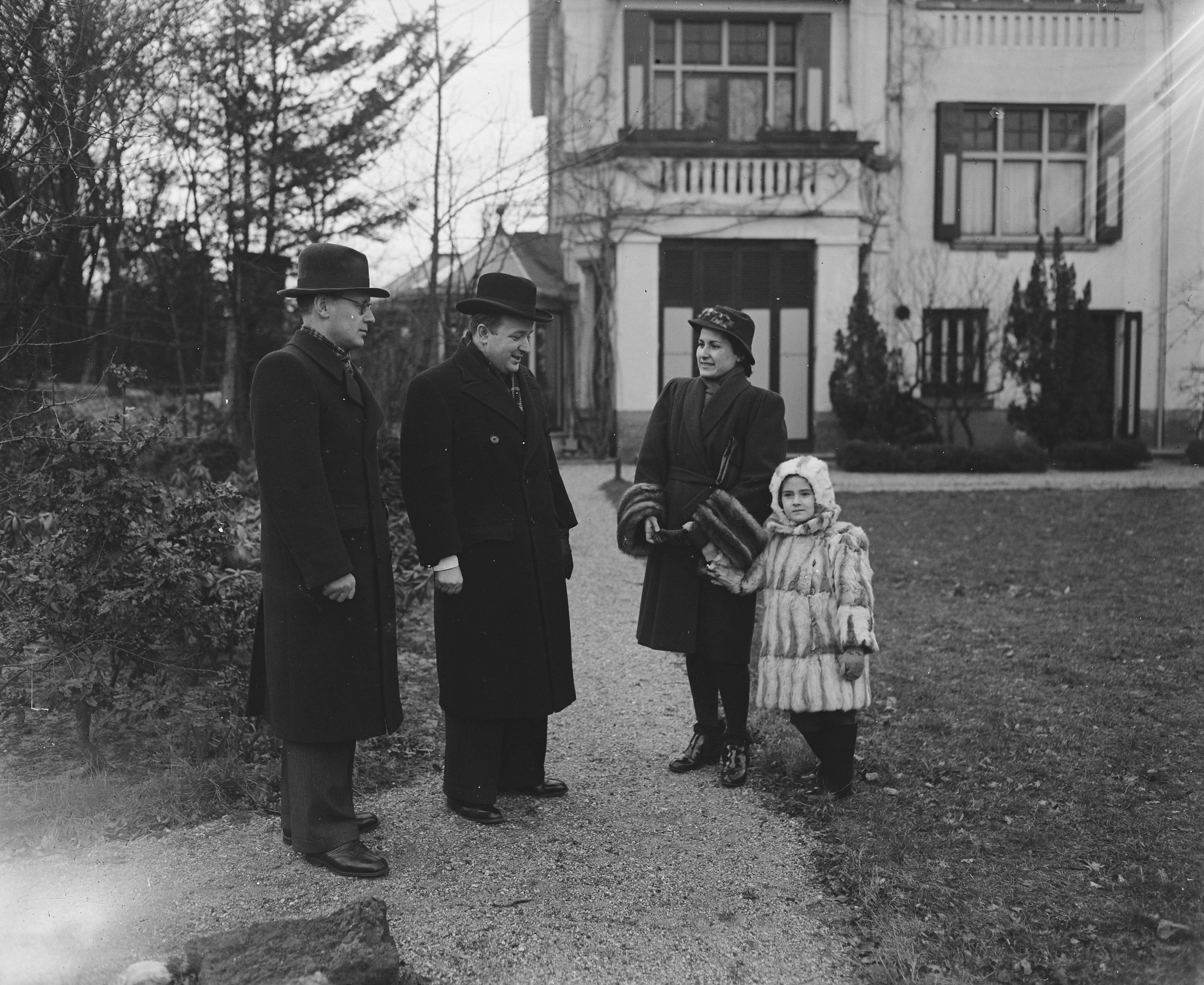
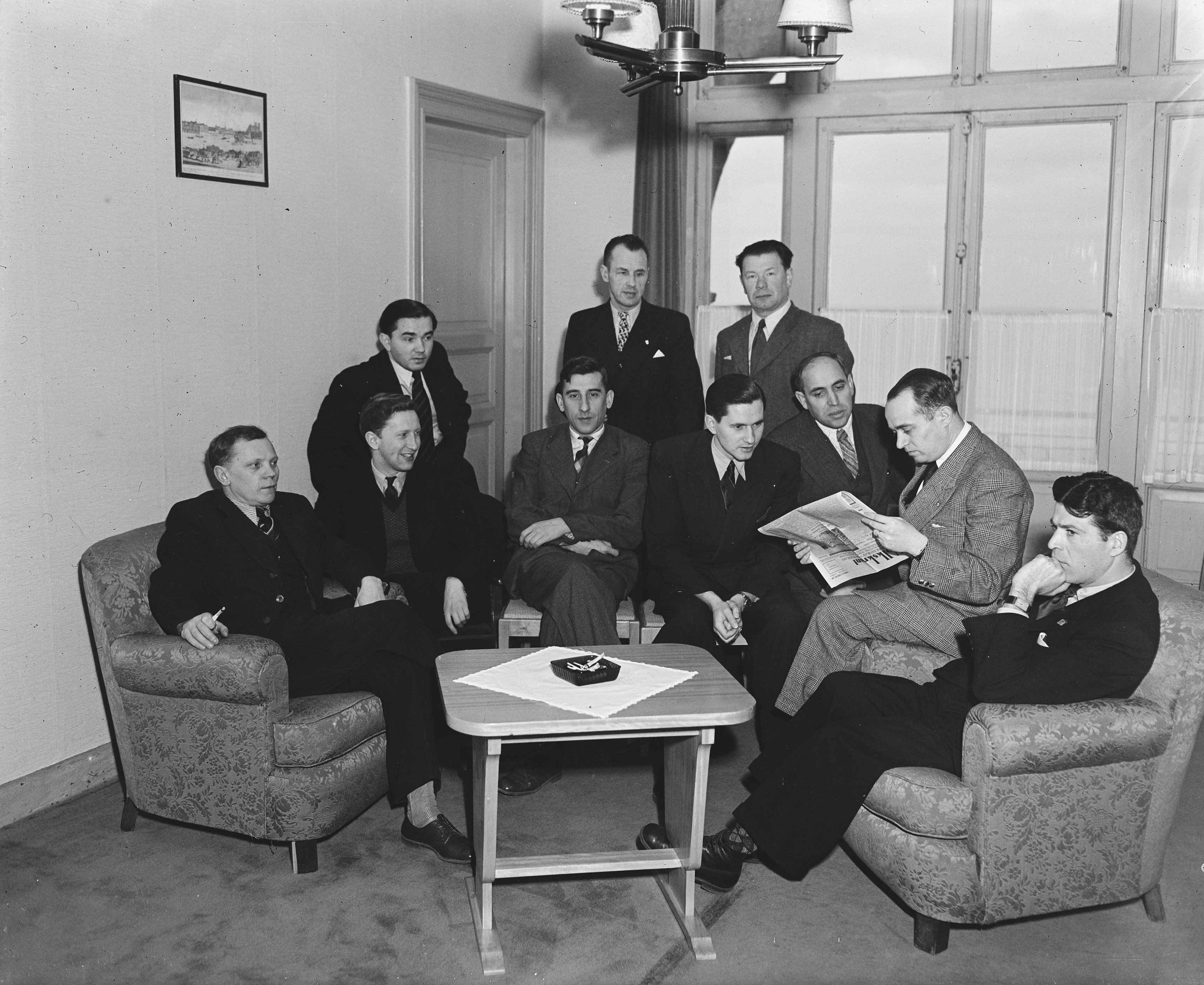
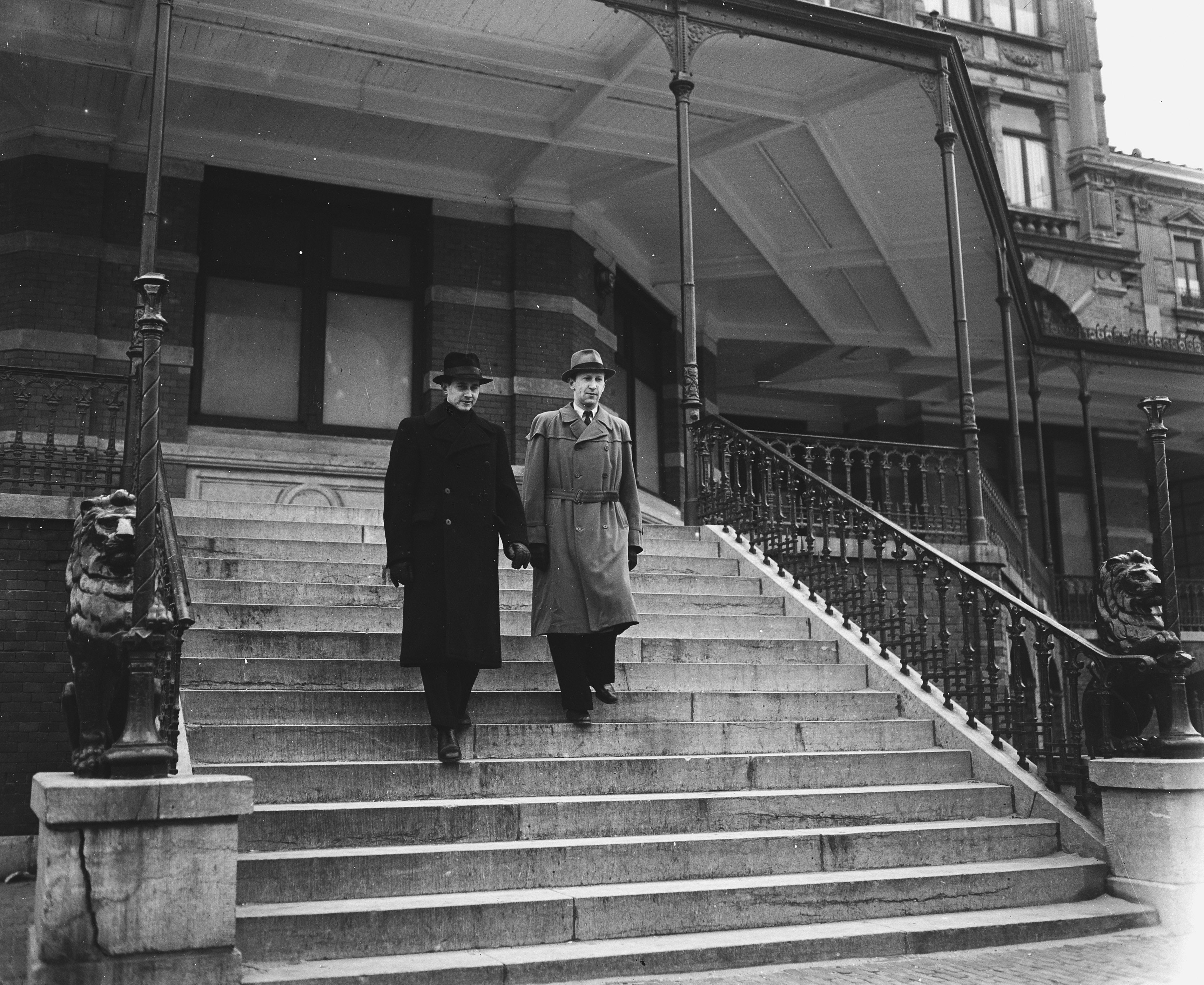
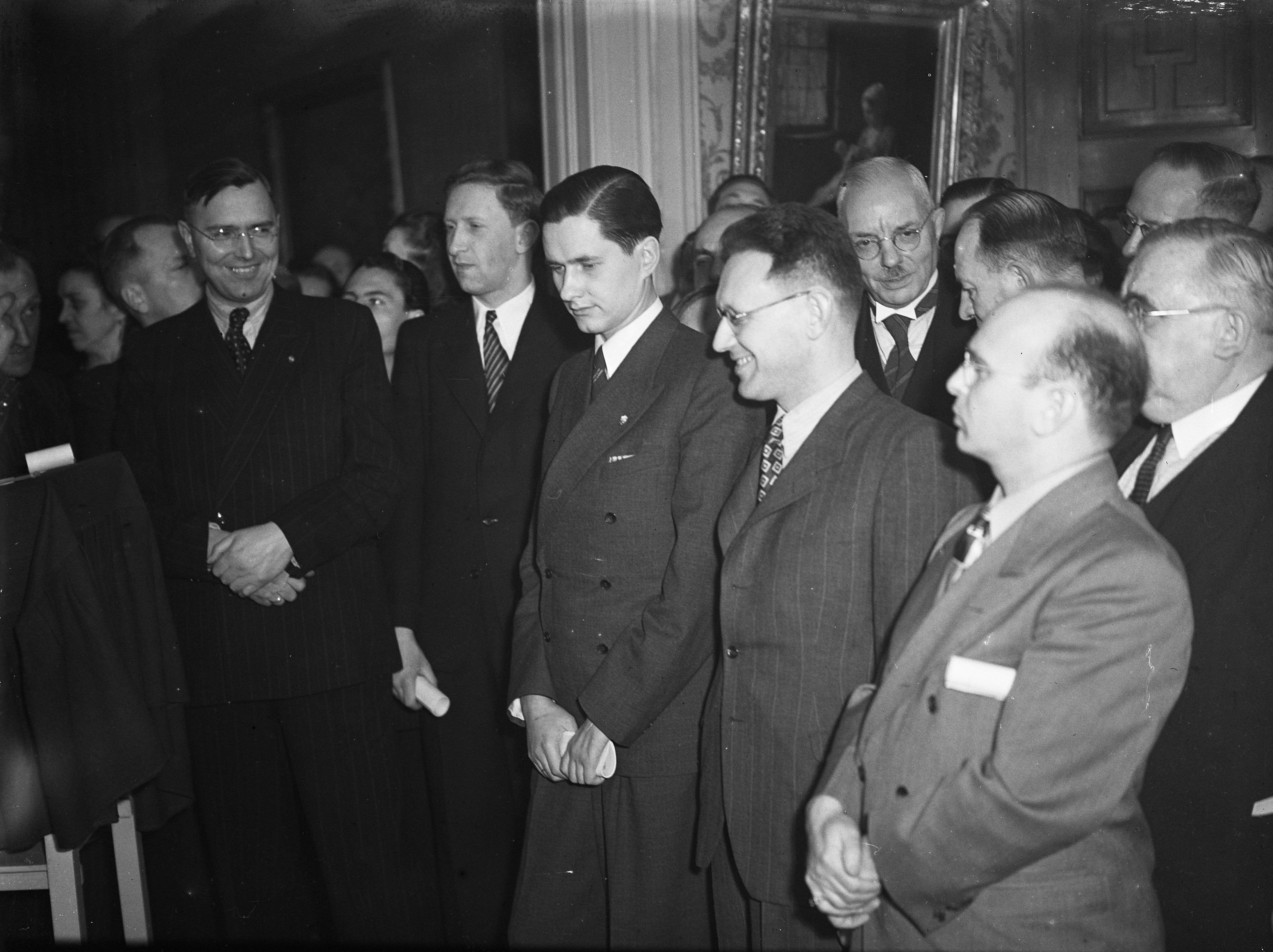
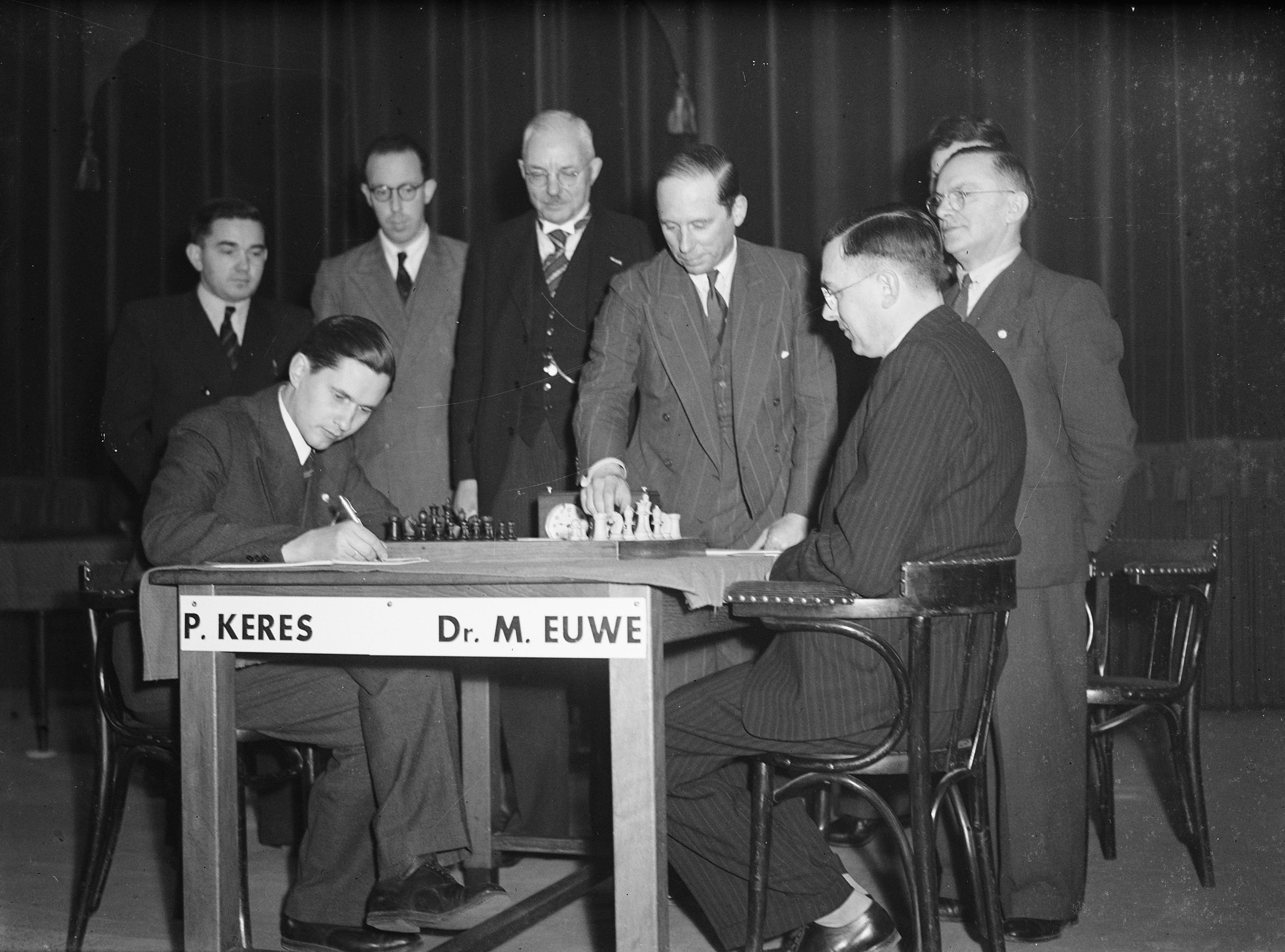

## المتنافسون
|                  |                  |                  |                  |           |
| ميخائيل بوتفنيك  | فاسيلي سميسلوف   | بول كيريس        | صموئيل ريشفسكي   | ماكس إيوي |
| الاتحاد السوفيتي | الاتحاد السوفيتي | الاتحاد السوفيتي | الولايات المتحدة | هولندا    |
| 36 سنة           | 26/27 سنة        | 32 سنة           | 36 سنة           | 46 سنة    |
| 2826             | 2730             | 2754             | 2700             | 27304     |

## النتائج
| Player                 | جولة 5 | جولة 10 | جولة 15 | جولة 20 | جولة 25 |
| ---------------------- | ------ | ------- | ------- | ------- | ------- |
| ميخائيل بوتفنيك (USSR) | 3½     | 6       | 9       | 12      | 14      |
| فاسيلي سميسلوف (USSR)  | 2      | 4       | 5½      | 8½      | 11      |
| بول كيريس (USSR)       | 2      | 4       | 6½      | 7½      | 10½     |
| صموئيل ريشفسكي (USA)   | 2½     | 4½      | 6       | 8½      | 10½     |
| ماكس إيوي (NED)        | 0      | 1½      | 3       | 3½      | 4       |

| اللاعب                 | بوتفنيك   | سميسلوف   | كيريس     | ريشفسكي   | إيوي      | النقاط |
| ---------------------- | --------- | --------- | --------- | --------- | --------- | ------ |
| ميخائيل بوتفنيك (USSR) | –         | ½ ½ 1 ½ ½ | 1 1 1 1 0 | 1 ½ 0 1 1 | 1 ½ 1 ½ ½ | 14     |
| فاسيلي سميسلوف (USSR)  | ½ ½ 0 ½ ½ | –         | 0 0 ½ 1 ½ | ½ ½ 1 ½ ½ | 1 1 0 1 1 | 11     |
| بول كيريس (USSR)       | 0 0 0 0 1 | 1 1 ½ 0 ½ | –         | 0 ½ 1 0 ½ | 1 ½ 1 1 1 | 10½    |
| صموئيل ريشفسكي (USA)   | 0 ½ 1 0 0 | ½ ½ 0 ½ ½ | 1 ½ 0 1 ½ | –         | 1 ½ ½ 1 1 | 10½    |
| ماكس إيوي (NED)        | 0 ½ 0 ½ ½ | 0 0 1 0 0 | 0 ½ 0 0 0 | 0 ½ ½ 0 0 | –         | 4      |

## روابط خارجية
- رابط لمباريات البطولة على موقع chessgames.com